# Puchar Interkontynentalny w Lekkoatletyce 2014
2. Puchar Interkontynentalny w Lekkoatletyce – zawody lekkoatletyczne, które odbyły się 13 i 14 września 2014 roku na Stade de Marrakech w Marrakeszu. 
Marrakesz został wybrany na gospodarza zawodów przez Radę International Association of Athletics Federations (IAAF) 11 listopada 2011 (miasto było jedynym kandydatem).

## Zasady
W zawodach wystartowały 4 drużyny: Afryka, Ameryka, Azja wraz z Oceanią oraz Europa. Każdy z zespołów wystawił do konkurencji 2 zawodników. Wyjątkiem były biegi na 1500 m, 3000 m, 5000 m oraz 3000 m z przeszkodami – tutaj każdy zespół mógł wystawić 3 reprezentantów jednak do punktacji została zaliczona tylko najlepsza dwójka. Drużyny otrzymywały punkty w zależności od pozycji zajętej przez jego reprezentanta (8 pkt za 1. miejsce, 7 pkt za 2., itd. aż do 1 pkt za 8. miejsce), w każdej konkurencji indywidualnej mógł wystąpić tylko 1 zawodnik z jednego kraju. W biegach rozstawnych pierwsza ekipa otrzymała 15 pkt, druga 11 pkt, trzecia 7 pkt, a czwarta 3 pkt. 

## Rezultaty

### Mężczyźni
| Konkurencja:                              | 1. miejsce                                                           | Rezultat | 2. miejsce                                                                      | Rezultat | 3. miejsce                                                    | Rezultat |
| Bieg na 100 m (szczegóły)                 | James Dasaolu Europa                                                 | 10,03    | Michael Rodgers Ameryka                                                         | 10,03    | Femi Ogunode Azja i Oceania                                   | 10,04    |
| Bieg na 200 m (szczegóły)                 | Alonso Edward Ameryka                                                | 19,98    | Rasheed Dwyer Ameryka                                                           | 19,98    | Femi Ogunode Azja i Oceania                                   | 20,17    |
| Bieg na 400 m (szczegóły)                 | LaShawn Merritt Ameryka                                              | 44,60    | Isaac Makwala Afryka                                                            | 44,84    | Youssef Masrahi Azja i Oceania                                | 45,03    |
| Bieg na 800 m (szczegóły)                 | Nijel Amos Afryka                                                    | 1:44,88  | Mohammed Aman Afryka                                                            | 1:45,34  | Adam Kszczot Europa                                           | 1:45,72  |
| Bieg na 1500 m (szczegóły)                | Ayanleh Souleiman Afryka                                             | 3:48,91  | Asbel Kiprop Afryka                                                             | 3:49,10  | Mahiedine Mekhissi-Benabbad Europa                            | 3:49,53  |
| Bieg na 3000 m (szczegóły)                | Caleb Ndiku Afryka                                                   | 7:52,64  | Hayle İbrahimov Europa                                                          | 7:53,14  | Bernard Lagat Ameryka                                         | 7:53,95  |
| Bieg na 5000 m (szczegóły)                | Isiah Kiplangat Koech Afryka                                         | 13:26,86 | Zane Robertson Azja i Oceania                                                   | 13:29,27 | Nguse Tesfaldet Afryka                                        | 13:31,31 |
| Bieg na 110 m przez płotki (szczegóły)    | Siergiej Szubienkow Europa                                           | 13,23    | Ronnie Ash Ameryka                                                              | 13,25    | William Sharman Europa                                        | 13,25    |
| Bieg na 400 m przez płotki (szczegóły)    | Cornel Fredericks Afryka                                             | 48,34    | Kariem Hussein Europa                                                           | 48,47    | Javier Culson Ameryka                                         | 48,88    |
| Bieg na 3000 m z przeszkodami (szczegóły) | Jairus Kipchoge Afryka                                               | 8:13,18  | Evan Jager Ameryka                                                              | 8:14,08  | Ali Abubaker Kamal Azja i Oceania                             | 8:17,27  |
| Sztafeta 4 x 100 m (szczegóły)            | Ameryka Kim Collins Michael Rodgers Nesta Carter Richard Thompson    | 37,97    | Europa James Ellington Harry Aikines-Aryeetey Richard Kilty Christophe Lemaitre | 38,62    | Afryka Mark Jelks Rae Edwards Obinna Metu Egwero Ogho-Ogene   | 39,10    |
| Sztafeta 4 x 400 m (szczegóły)            | Afryka Boniface Tumuti Isaac Makwala Saviour Kombe Wayde van Niekerk | 3:00,02  | Europa Conrad Williams Jakub Krzewina Donald Sanford Martyn Rooney              | 3:00,10  | Ameryka Javier Culson Chris Brown Kim Collins LaShawn Merritt | 3:02,78  |
| Skok wzwyż (szczegóły)                    | Bohdan Bondarenko Europa                                             | 2,37     | Iwan Uchow Europa                                                               | 2,34     | Mutazz Isa Barszim Azja i Oceania                             | 2,34     |
| Skok o tyczce (szczegóły)                 | Renaud Lavillenie Europa                                             | 5,80     | Xue Changrui Azja i Oceania                                                     | 5,65     | Mark Hollis Ameryka                                           | 5,55     |
| Skok w dal (szczegóły)                    | Ignisious Gaisah Europa                                              | 8,11     | Will Claye Ameryka                                                              | 7,98     | Zarck Visser Afryka                                           | 7,96     |
| Trójskok (szczegóły)                      | Benjamin Compaoré Europa                                             | 17,48    | Godfrey Khotso Mokoena Afryka                                                   | 17,35 NR | Will Claye Ameryka                                            | 17,21    |
| Pchnięcie kulą (szczegóły)                | David Storl Europa                                                   | 21,55    | O’Dayne Richards Ameryka                                                        | 21,10    | Joe Kovacs Ameryka                                            | 20,87    |
| Rzut dyskiem (szczegóły)                  | Gerd Kanter Europa                                                   | 64,46    | Jorge Fernández Hernández Ameryka                                               | 62,97    | Jason Morgan Ameryka                                          | 62,70    |
| Rzut młotem (szczegóły)                   | Krisztián Pars Europa                                                | 78,99    | Mostafa Hicham Al-Gamal Afryka                                                  | 78,89    | Paweł Fajdek Europa                                           | 78,05    |
| Rzut oszczepem (szczegóły)                | Ihab Abd ar-Rahman as-Sajjid Afryka                                  | 85,44    | Vítězslav Veselý Europa                                                         | 83,77    | Keshorn Walcott Ameryka                                       | 83,52    |

### Kobiety
| Konkurencja:                              | 1. miejsce                                                                                  | Rezultat | 2. miejsce                                                        | Rezultat | 3. miejsce                                                                 | Rezultat |
| Bieg na 100 m (szczegóły)                 | Veronica Campbell-Brown Ameryka                                                             | 11,08    | Michelle-Lee Ahye Ameryka                                         | 11,25    | Dafne Schippers Europa                                                     | 11,26    |
| Bieg na 200 m (szczegóły)                 | Dafne Schippers Europa                                                                      | 22,28    | Joanna Atkins Ameryka                                             | 22,53    | Myriam Soumaré Europa                                                      | 22,58    |
| Bieg na 400 m (szczegóły)                 | Francena McCorory Ameryka                                                                   | 49,94    | Novlene Williams-Mills Ameryka                                    | 50,08    | Libania Grenot Europa                                                      | 50,60    |
| Bieg na 800 m (szczegóły)                 | Eunice Sum Afryka                                                                           | 1:58,21  | Ajeé Wilson Ameryka                                               | 2:00,07  | Maryna Arzamasawa Europa                                                   | 2:00,31  |
| Bieg na 1500 m (szczegóły)                | Sifan Hassan Europa                                                                         | 4:05,99  | Shannon Rowbury Ameryka                                           | 4:07,21  | Dawit Seyaum Afryka                                                        | 4:07,61  |
| Bieg na 3000 m (szczegóły)                | Genzebe Dibaba Afryka                                                                       | 8:57,53  | Meraf Bahta Europa                                                | 8:58,48  | Susan Kuijken Europa                                                       | 9:01,41  |
| Bieg na 5000 m (szczegóły)                | Almaz Ayana Afryka                                                                          | 15:33,32 | Joyce Chepkirui Afryka                                            | 15:58,31 | Joanne Pavey Europa                                                        | 15:58,67 |
| Bieg na 100 m przez płotki (szczegóły)    | Dawn Harper-Nelson Ameryka                                                                  | 12,47    | Tiffany Porter Europa                                             | 12,51 NR | Cindy Roleder Europa                                                       | 13,02    |
| Bieg na 400 m przez płotki (szczegóły)    | Kaliese Spencer Ameryka                                                                     | 53,81    | Eilidh Child Europa                                               | 54,42    | Kemi Adekoya Azja i Oceania                                                | 54,70    |
| Bieg na 3000 m z przeszkodami (szczegóły) | Emma Coburn Ameryka                                                                         | 9:50,67  | Hiwot Ayalew Afryka                                               | 9:51,59  | Ruth Chebet Azja i Oceania                                                 | 9:55,24  |
| Sztafeta 4 x 100 m (szczegóły)            | Ameryka Tianna Bartoletta Michelle-Lee Ahye Samantha Henry-Robinson Veronica Campbell-Brown | 42,44    | Europa Asha Philip Ashlee Nelson Anyika Onuora Desiree Henry      | 42,98    | Azja i Oceania Yuki Miyazawa Mizuki Nakamura Tomoka Tsuchihashi Yuki Jimbo | 45,40    |
| Sztafeta 4 x 400 m (szczegóły)            | Ameryka Christine Day Francena McCorory Stephenie Ann McPherson Novlene Williams-Mills      | 3:20,93  | Europa Indita Terrero Małgorzata Hołub Olha Zemlak Libania Grenot | 3:24,12  | Afryka Patience George Folashade Abugan Ada Benjamin Kabange Mupopo        | 3:25,51  |
| Skok wzwyż (szczegóły)                    | Marija Kuczina Europa                                                                       | 1,99     | Chaunté Howard Ameryka                                            | 1,97     | Ana Šimić Europa                                                           | 1,95     |
| Skok o tyczce (szczegóły)                 | Li Ling Azja i Oceania                                                                      | 4,55     | Angielina Krasnowa Europa                                         | 4,45     | Lisa Ryzih Europa Alana Boyd Azja i Oceania                                | 4,30     |
| Skok w dal (szczegóły)                    | Éloyse Lesueur Europa                                                                       | 6,66     | Ivana Španović Europa                                             | 6,56     | Tianna Bartoletta Ameryka                                                  | 6,45     |
| Trójskok (szczegóły)                      | Caterine Ibargüen Ameryka                                                                   | 14,52    | Jekatierina Koniewa Europa                                        | 14,47    | Olha Saładucha Europa                                                      | 14,26    |
| Pchnięcie kulą (szczegóły)                | Christina Schwanitz Europa                                                                  | 20,02    | Michelle Carter Ameryka                                           | 19,84    | Gong Lijiao Azja i Oceania                                                 | 19,23    |
| Rzut dyskiem (szczegóły)                  | Gia Lewis-Smallwood Ameryka                                                                 | 64,55    | Dani Samuels Azja i Oceania                                       | 64,39    | Sandra Perković Europa                                                     | 62,08    |
| Rzut młotem (szczegóły)                   | Anita Włodarczyk Europa                                                                     | 75,21    | Amanda Bingson Ameryka                                            | 72,38    | Martina Hrašnová Europa                                                    | 70,47    |
| Rzut oszczepem (szczegóły)                | Barbora Špotáková Europa                                                                    | 65,52    | Sunette Viljoen Afryka                                            | 63,76    | Liz Gleadle Ameryka                                                        | 61,38    |

## Klasyfikacja końcowa
| Pozycja | Drużyna        | Punkty |
| ------- | -------------- | ------ |
| 1       | Europa         | 447,5  |
| 2       | Ameryka        | 390    |
| 3       | Afryka         | 339    |
| 4       | Azja i Oceania | 257,5  |

## Rekordy
Podczas mityngu ustanowiono 4 krajowe rekordy w kategorii seniorów:
| Zawodnik               | Reprezentacja     | Konkurencja                     | Rezultat |
| ---------------------- | ----------------- | ------------------------------- | -------- |
| Godfrey Khotso Mokoena | Południowa Afryka | trójskok                        | 17,35    |
| Franck Elemba          | Kongo             | pchnięcie kulą                  | 19,72    |
| Kabange Mupopo         | Zambia            | bieg na 400 metrów              | 50,87    |
| Tiffany Porter         | Wielka Brytania   | bieg na 100 metrów przez płotki | 12,51    |